# ФК Биоска
ФК Биоска је фудбалски клуб из Биоске у Општина Ужице , Србија и тренутно се такмичи у Општинској лиги Ужице, шестом такмичарском нивоу српског фудбала. Клуб је основан 1971. године, али је имао велику паузу у раду (18 година) све до обнове 2005. 
Игралиште "Србо Стаменковић", испод старе пруге, комплетно је урађено са дренажом, бусеном и оградом 2007/2008. трудом тадашње управе клуба и председника УО Зорана Пејића.
У сезони 2006/2007 Биоска је завршила на трећем месту Златиборске окружне лиге и својим резултатима одлучила првака.